# راگای
راگای (به مجاری:  Ragály) یک منطقهٔ مسکونی در مجارستان است که در بورشود-آبااوی-زمپلن واقع شده‌است.